# Medium Extended Air Defense System
MEADS (Medium Extended Air Defense System) är ett landbaserat luftvärnssystem mot flyg och robotar som är avsett att ersätta luftvärnssystemet MIM-104 Patriot genom en NATO-styrd utveckling. Programmet  utvecklas av USA, Tyskland och Italien.